# Cmentarz w Studzienicznej
Cmentarz w Studzienicznej – cmentarz parafialny w Studzienicznej (administracyjna część Augustowa).
Cmentarz powstał w 2 poł. XIX w. (według wpisu do ewidencji zabytków, według innego źródła – w 1832). Wcześniejszy cmentarz położony był przy kościele.
Cmentarz znajduje się na terenie parafii Matki Bożej Szkaplerznej w Studzienicznej. Położony jest w lesie w odległości ok. 100 m od drogi krajowej nr 16 i ok. 300 m od kościoła parafialnego w Studzienicznej. W 1991 został wpisany do rejestru zabytków.